# 天彩峰里
天彩 峰里（あまいろ みねり、3月26日 - ）は、宝塚歌劇団宙組に所属する娘役。
兵庫県宝塚市、市立御殿山中学校出身。身長164cm。愛称は「じゅり」、「みねり」、「じゅっちゃん」。

## 来歴
2012年、宝塚音楽学校入学。
2014年、音楽学校卒業後、宝塚歌劇団に100期生として入団。入団時の成績は5番。月組公演「宝塚をどり／明日への指針／TAKARAZUKA 花詩集100!!」で初舞台。
2015年、組まわりを経て星組に配属。
2017年のショー「Bouquet de TAKARAZUKA」で初のエトワールに抜擢。同公演千秋楽翌日となる12月25日付で宙組へと組替え。
2018年、真風涼帆・星風まどかトップコンビ大劇場お披露目となる「天は赤い河のほとり」で、新人公演初ヒロイン。続くショー「ハッスル メイツ!」でバウホール公演初ヒロイン。
2019年の「群盗」（ドラマシティ・日本青年館公演）で、東上公演初ヒロイン。
2021年の「夢千鳥」で2度目のバウホール公演ヒロイン。同年の「プロミセス、プロミセス」（ドラマシティ・東京建物 Brillia HALL公演）で、2度目の東上公演ヒロイン。
2023年12月25日付で月組へ組替えとなることが発表されていたが、中止となる。

## 人物
宝塚市内で生まれ育ち、物心つく前から沢山の音楽に囲まれて日々を過ごした。兄が2人いる。
小学生の時に初めて宝塚大劇場で観た湖月わたる主演の「ベルサイユのばら-フェルゼンとマリー・アントワネット編-」に胸を鷲掴みにされ、白羽ゆりが演じていたマリー・アントワネットに憧れ、自分もこの舞台に立ちたいと、音楽学校受験を決意した。

## 主な舞台

### 初舞台
- 2014年3 - 6月、月組『宝塚をどり』『明日への指針 -センチュリー号の航海日誌-』『TAKARAZUKA 花詩集100!!』

### 組まわり
- 2014年9 - 12月、月組『PUCK（パック）』『CRYSTAL TAKARAZUKA-イメージの結晶-』[3]

### 星組時代
- 2015年6 - 7月、『キャッチ・ミー・イフ・ユー・キャン』（赤坂ACTシアター・ドラマシティ）
- 2015年8 - 11月、『ガイズ&ドールズ』 - 新人公演：タバサ（本役：紫りら）
- 2016年1月、『LOVE & DREAM』（東京国際フォーラム・梅田芸術劇場）
- 2016年3 - 6月、『こうもり』 - レダ、新人公演：バルドー大使夫人（本役：音波みのり）『THE ENTERTAINER!』
- 2016年6月、『Bow Singing Workshop〜星〜』（バウホール）
- 2016年8 - 11月、『桜華に舞え』 - 幸太郎／祭の歌手、新人公演：タカ（本役：音波みのり）『ロマンス!! (Romance)』
- 2017年1月、『燃ゆる風-軍師・竹中半兵衛-』（バウホール） - 松寿
- 2017年3 - 6月、『THE SCARLET PIMPERNEL（スカーレット ピンパーネル）』 - ポリー、新人公演：シュザンヌ（本役：夢妃杏瑠）
- 2017年7 - 8月、『阿弖流為-ATERUI-』（ドラマシティ・日本青年館） - 菟穂名
- 2017年9 - 12月、『ベルリン、わが愛』 - 少女／ベルリンの女、新人公演：ルイーゼロッテ（本役：有沙瞳）『Bouquet de TAKARAZUKA（ブーケ ド タカラヅカ）』 初エトワール[4]

### 宙組時代
- 2018年3 - 6月、『天（そら）は赤い河のほとり』 - ハディ、新人公演：ユーリ・イシュタル（本役：星風まどか）『シトラスの風-Sunrise-』 新人公演初ヒロイン[5][4]
- 2018年8月、『ハッスル メイツ!』（バウホール） バウ初ヒロイン[6][7]
- 2018年10 - 12月、『白鷺（しらさぎ）の城（しろ）』 - 白拍子（八重）『異人たちのルネサンス』 - サライ、新人公演：イザベラ（本役：遥羽らら） エトワール
- 2019年2 - 3月、『群盗-Die Räuber-』（ドラマシティ・日本青年館） - アマーリア 東上初ヒロイン[9][8]
- 2019年4 - 7月、『オーシャンズ11』 - エメラルド、新人公演：クィーン・ダイアナ（本役：純矢ちとせ）
- 2019年8 - 9月、『追憶のバルセロナ』 - ロザリンド『NICE GUY!!』（全国ツアー）
- 2019年11 - 2020年2月、『El Japón（エル ハポン）-イスパニアのサムライ-』 - はる、新人公演：道化ニコラ（本役：綾瀬あきな）『アクアヴィーテ（aquavitae）!!』
- 2020年8月、『壮麗帝』（ドラマシティ） - ハティージェ
- 2020年11 - 2021年2月、『アナスタシア』 - 少女時代のアナスタシア[2]
- 2021年4月、『夢千鳥』（バウホール） - 赤羽礼奈／他万喜 バウヒロイン[2][10]
- 2021年6 - 9月、『シャーロック・ホームズ-The Game Is Afoot!-』 - メアリー・モースタン、新人公演：モーカー伯爵夫人（本役：花音舞）『Délicieux（デリシュー）!-甘美なる巴里-』
- 2021年11 - 12月、『プロミセス、プロミセス』（ドラマシティ・東京建物 Brillia HALL） - フラン・クーベリック 東上ヒロイン[11][12]
- 2022年2 - 5月、『NEVER SAY GOODBYE』 - エレン・パーカー エトワール[15]
- 2022年6月、『FLY WITH ME（フライ ウィズ ミー）』（東京ガーデンシアター）
- 2022年8 - 11月、『HiGH&LOW-THE PREQUEL-』 - 純子『Capricciosa（カプリチョーザ）!!』
- 2023年1月、『MAKAZE IZM』（東京国際フォーラム）
- 2023年3 - 6月、『カジノ・ロワイヤル〜我が名はボンド〜』 - アナベル
- 2023年7 - 8月、『大逆転裁判』（ドラマシティ・KAAT神奈川芸術劇場） - ニーナ・ジョーンズ
- 2023年9月、『PAGAD（パガド）』 - デュ・バリー夫人『Sky Fantasy!』（宝塚大劇場のみ）
- 2024年6 - 8月、『Le Grand Escalier-ル・グラン・エスカリエ-』
- 2024年10 - 11月、『大海賊』 - アン『Heat on Beat!（ヒートオンビート）-Evolution-』（全国ツアー）
- 2025年1 - 4月、『宝塚110年の恋のうた』『Razzle Dazzle（ラズル ダズル）』 - アビゲイル（アビー）・ウィンターズ
- 2025年6 - 7月、『ZORRO THE MUSICAL』（東急シアターオーブ） - イネス
- 2025年9 - 2026年1月、『PRINCE OF LEGEND／BAYSIDE STAR』 - 小日向理々花

## 出演イベント
- 2014年4月、宝塚歌劇100周年 夢の祭典『時を奏でるスミレの花たち』[注釈 1]
- 2015年11月、第6回『マグノリアコンサート・ドゥ･タカラヅカ』
- 2015年12月、タカラヅカスペシャル2015『New Century，Next Dream』[注釈 2]
- 2018年2月、『宙組誕生20周年記念イベント』
- 2019年12月、タカラヅカスペシャル2019『Beautiful Harmony』

## 広告
- 2018 - 2019年、『TOCCA』[16]

## 受賞歴
- 2021年、『阪急すみれ会パンジー賞』 - 新人賞[17]
- 2022年、『宝塚歌劇団年度賞』 - 2021年度努力賞[18]